# Biserica de lemn din Călugăreasa-Țoțoi

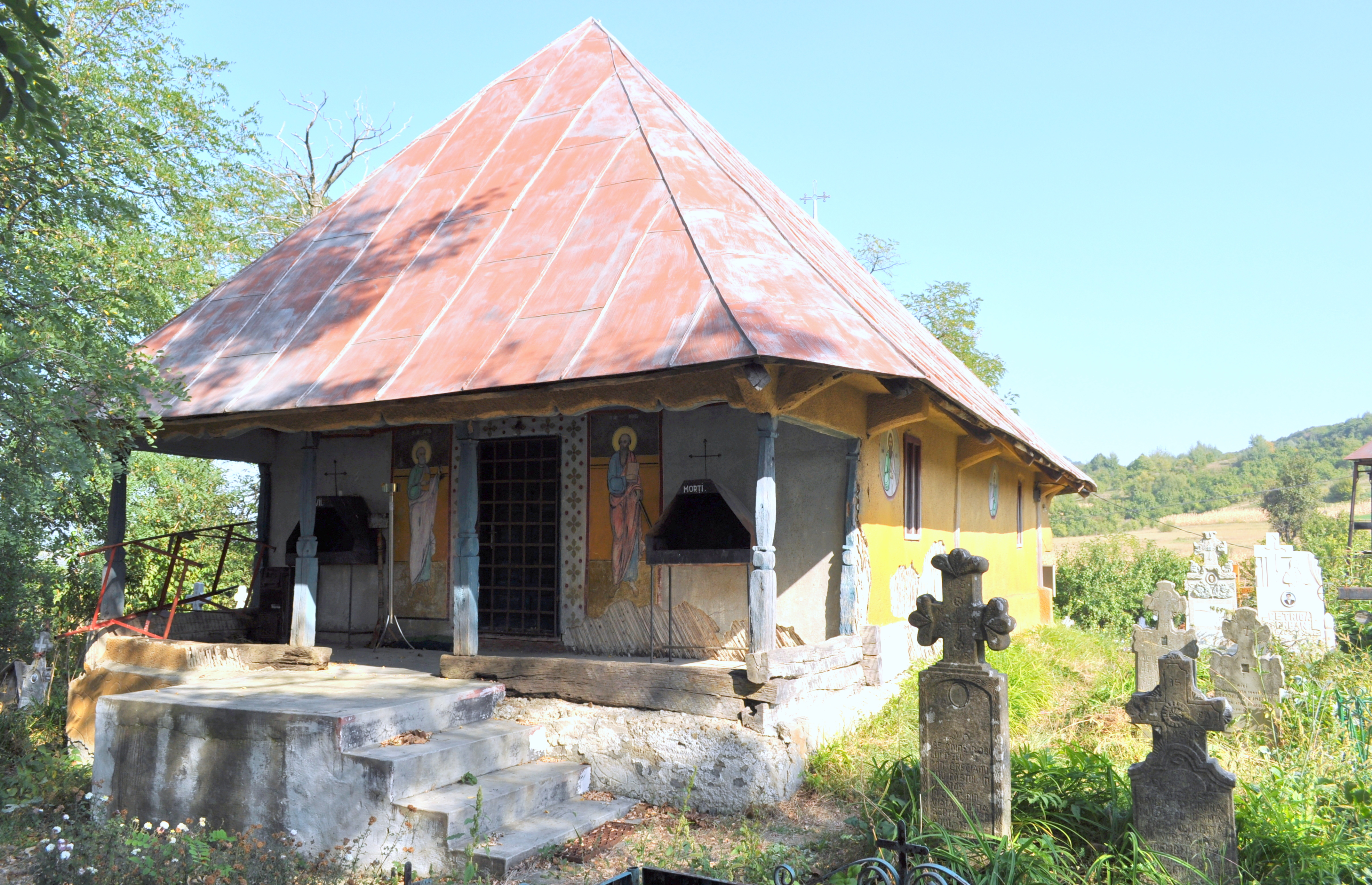
Biserica de lemn „Sfântul Mare Mucenic Gheorghe” din cătunul Țoțoi, sat Călugăreasa, comuna Prigoria, județul Gorj, foto: septembrie 2011.

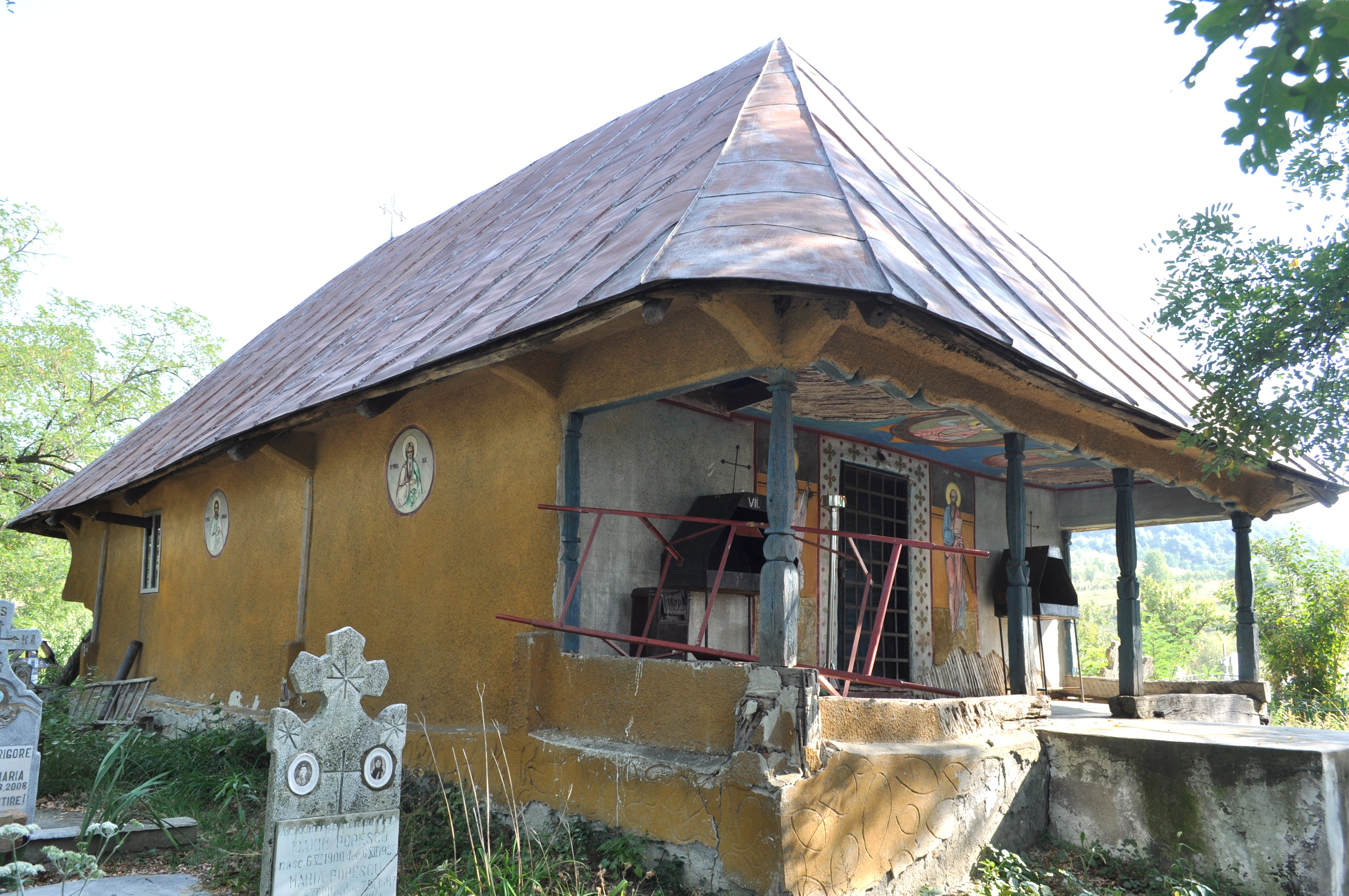
Biserica de lemn „Sfântul Mare Mucenic Gheorghe” din cătunul Țoțoi, sat Călugăreasa, comuna Prigoria, județul Gorj, foto: septembrie 2011.

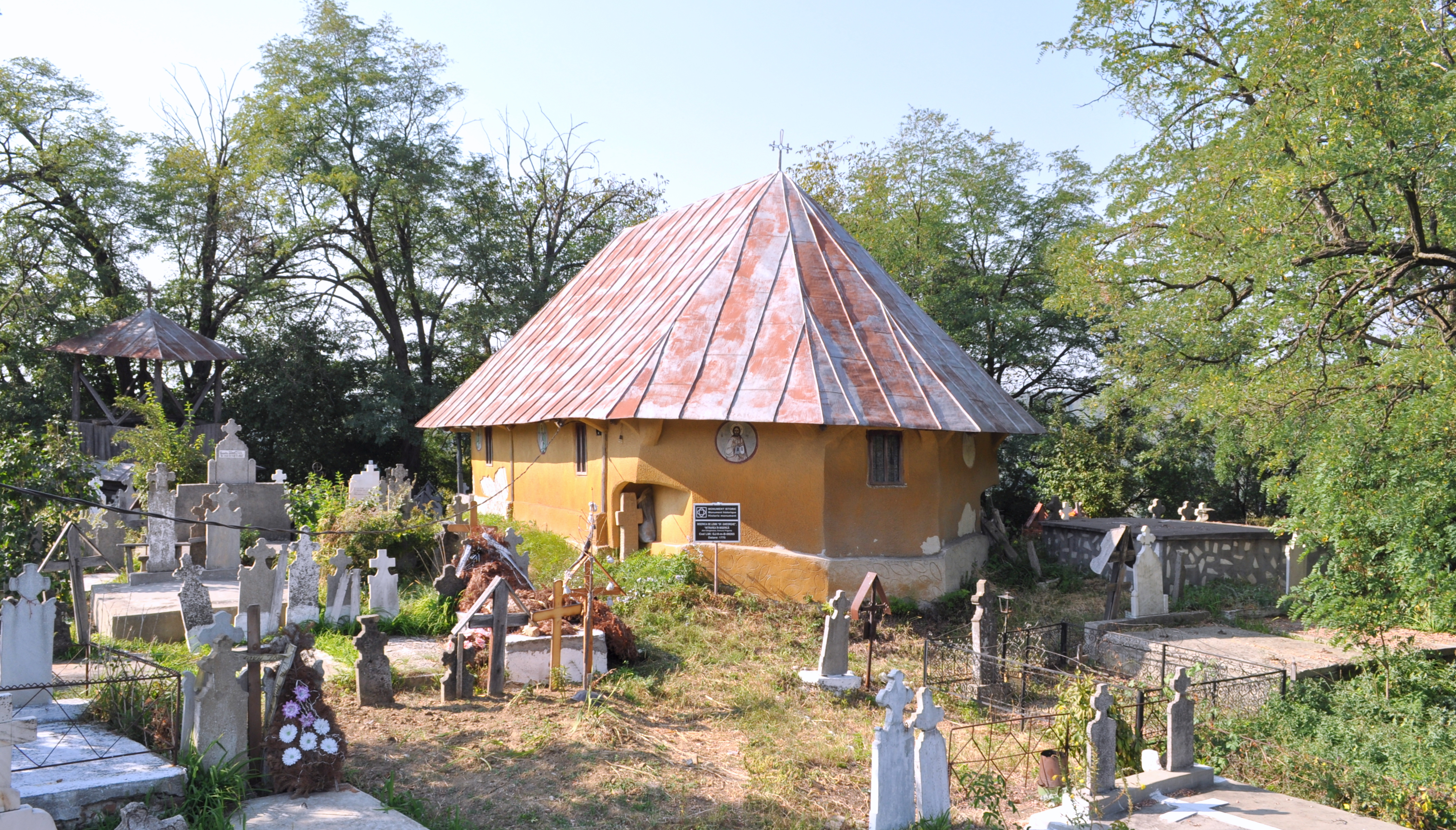
Biserica (sud-est)

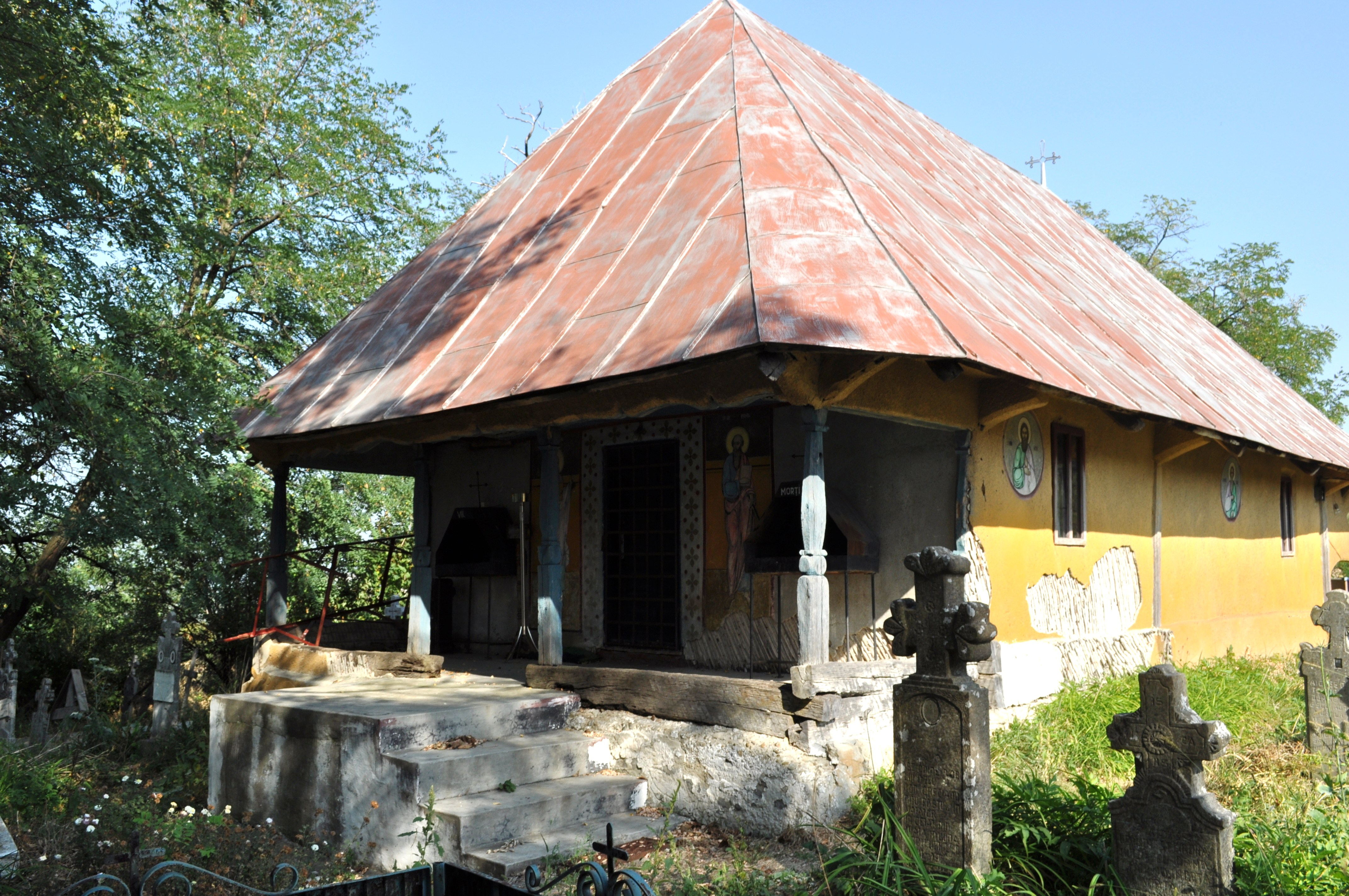
Biserica (sud-vest)

Împrejurimi

Împrejurimi

Iconostasul

Ușile împărătești

Epitropul Stan Gheorghe

Cruce veche de piatră

Biserica de lemn din cătunul Țoțoi, sat Călugăreasa, comuna Prigoria, județul Gorj, a fost construită în anul 1775. Are hramul „Sfântul Mare Mucenic Gheorghe”. Biserica se află pe noua listă a monumentelor istorice sub codul LMI:  GJ-II-m-B-09265.

## Istoric și trăsături
Biserica a fost ridicată în anul 1775. Este situată în cătunul Țoțoi, la marginea satului Călugăreasa, în plin câmp, dincolo de calea ferată. Se crede că a fost cumpărată de enoriașii din Țoțoi în anul 1839, din parohia Pociovaliștea. Pe acest amplasament a existat o biserică de lemn mai veche, construită în 1734. Lucrări importante de reparații s-au făcut în 1881. Abandonată, lăsată în paragină, ajunsă adăpost pentru animale, biserica a fost salvată prin efortul material al câtorva localnici: Bușenaru Victor, Stan Gheorghe, Preda Ioan, Petrică Gheorghe, Petrică Constantin și Dumitru Ioan. Lucrările de renovare și pictare s-au desfășurat între anii 1982-1986. În prezent deservește locuitorii din satele Călugăreasa (cătunul Țoțoi) și Dobrana.

## Imagini din exterior

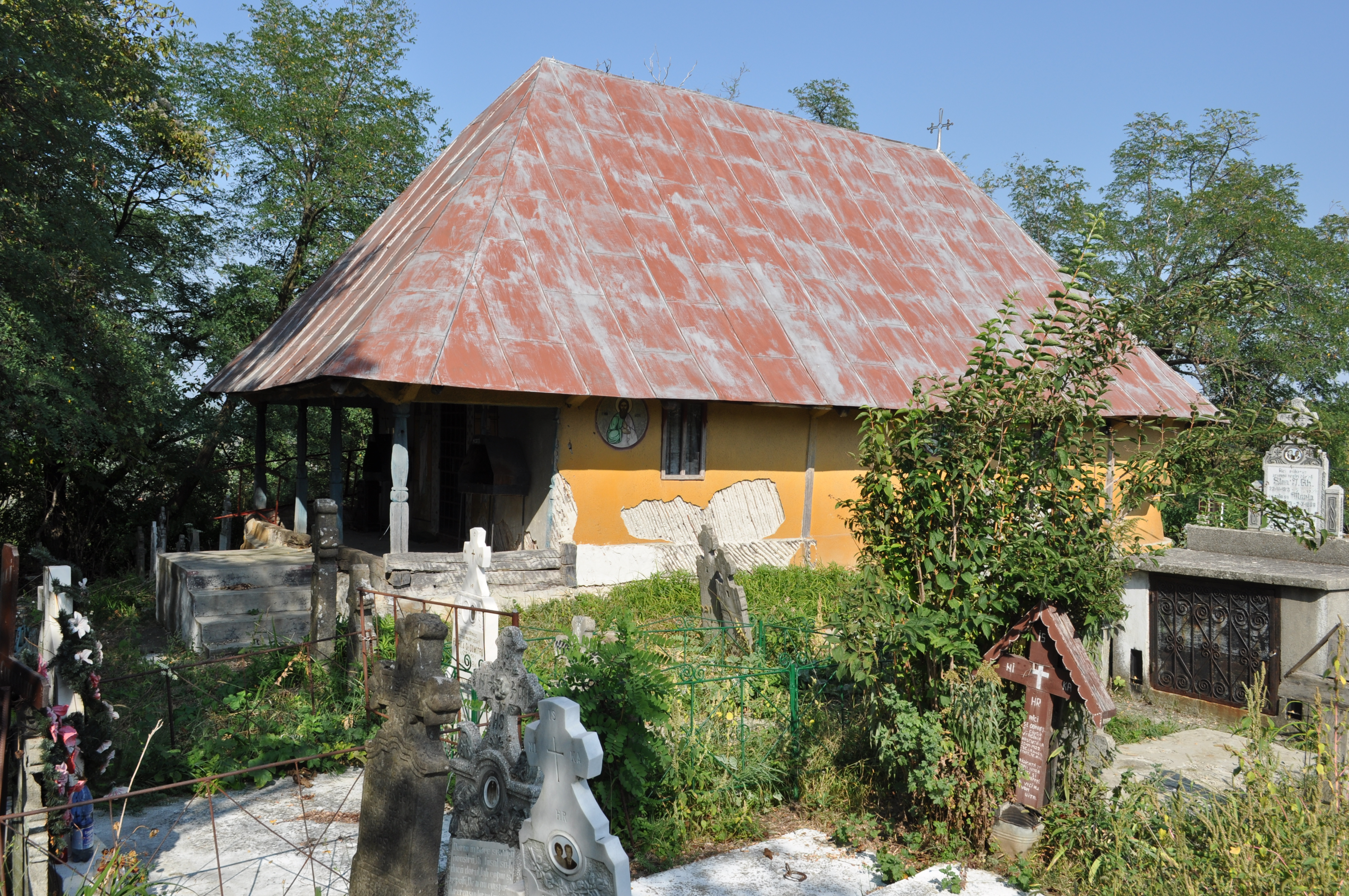

## Imagini din interior
